# Cantharellus atrolilacinus
Cantharellus atrolilacinus är en svampart som beskrevs av Eyssart., Buyck & Halling 2003. Cantharellus atrolilacinus ingår i släktet Cantharellus och familjen kantareller.   Inga underarter finns listade i Catalogue of Life.